# Gymnocerina cratosomoides
Gymnocerina cratosomoides là một loài bọ cánh cứng trong họ Cerambycidae.